# Đường sắt cao tốc California
Đường sắt cao tốc California (tiếng Anh: California High-Speed Rail) (viết tắt là CAHSR hoặc CHSR) là một dự án đường sắt cao tốc đang được đầu tư và xây dựng tại tiểu bang California, Hoa Kỳ. Khoảng 1/3 đoạn tuyến thuộc Giai đoạn 1, dài khoảng 171 dặm (275 km) sẽ được dự kiến hoàn thành vào năm 2030. Khi hoàn thành, đây sẽ là tuyến đường sắt có tốc độ cao nhất nước này, với vận tốc trung bình là 220 mph (350 km/h).
Dự án đường sắt cao tốc này khi hoàn thành sẽ giảm thời gian di chuyển trong tiểu bang, đặc biệt giữa Khu vực Vịnh San Francisco ở phía Bắc và Vùng Đại Los Angeles ở phía Nam, giảm lượng khí nhà kính, giảm lưu lượng phương tiện trên các tuyến đường, giảm áp lực cho ngành hàng không, đồng thời kích cầu tăng trưởng kinh tế vùng Thung lũng Trung tâm và các vùng khác. Dự án cũng nằm trong kế hoạch hiện đại hóa ngành đường sắt của tiểu bang, trong đó đã vạch ra tầm nhìn của dự án cũng như cách đường sắt cao tốc sẽ liên kết với các tuyến đường sắt vận tải hành khách khác trong tiểu bang. Hiện tại dự án là dự án đường sắt toàn diện nhất Hoa Kỳ.
Dự án đã bị chỉ trích về nhều khía cạnh, bao gồm đoạn tuyến, cách vận hành, khâu giải phỏng mặt bằng và xây dựng tuyến bị trì hoãn, ước tính chi phí ban đầu không chính xác, vượt chi phí và không đủ vốn để hoàn thành hệ thống. Ban đầu, không có công ti nào đủ năng lực để điều hành dự án, vì vậy Cơ quan quản lí phải tự thực hiện khâu này một cách khó khăn. Đến nay dự án đã trở thành dự án hạ tầng công cộng lớn nhất Hoa Kỳ, với hơn 1600 công nhân hoạt động mỗi ngày.
Đến năm 2023, chi phí chỉ được đảm bảo hoàn thành mục tiêu năm 2030, bao gồm:
- hoàn thành đoạn tuyến từ Merced đến Bakersfield tại vùng Thung lũng Trung tâm,
- điện khí hóa và hiện đại hóa hệ thống Caltrain tại Khu vực Vịnh,
- một số cải tiến khác về đường sắt vận tải hành khách ở tiểu bang,
- cấp phép về môi trường cho toàn tuyến Giai đoạn 1,
- các bước chuẩn bị và lập kế hoạch cho đoạn tuyến ưu tiên tiếp theo.